# Pražmo
Pražmo är en ort i Tjeckien. Den ligger i den östra delen av landet, 300 km öster om huvudstaden Prag. Pražmo ligger 435 meter över havet och antalet invånare är 1 007.
Terrängen runt Pražmo är huvudsakligen kuperad, men åt nordväst är den platt. Runt Pražmo är det glesbefolkat, med 11 invånare per kvadratkilometer. Närmaste större samhälle är Havířov, 19,3 km norr om Pražmo. I omgivningarna runt Pražmo växer i huvudsak blandskog.